# ASC Games
ASC Games fue una empresa distribuidora de videojuegos estadounidense que operó entre 1992 y 2000. Originalmente conocida como American Softworks Corporation, la compañía era conocida por distribuir y publicar una variedad de títulos en múltiples plataformas, incluyendo la NES, Super Nintendo, Genesis, PlayStation y PC.

## Historia
ASC Games fue fundada en 1992 y rápidamente se estableció como una distribuidora relevante en la industria de los videojuegos. A lo largo de su existencia, la compañía se asoció con varios desarrolladores de juegos para llevar títulos innovadores al mercado norteamericano.
Durante los años 90, ASC Games publicó varios títulos notables, como Blast Chamber, Ten Pin Alley y Grand Theft Auto, antes de que la franquicia se convirtiera en un éxito global. También fue conocida por su colaboración con la compañía británica DMA Design (ahora Rockstar North), en el lanzamiento del primer título de la serie Grand Theft Auto en los Estados Unidos.

## Cierre
A pesar de su éxito inicial, ASC Games enfrentó dificultades financieras a finales de la década de 1990. La compañía cesó sus operaciones en enero del año 2000, tras la cancelación de uno de sus proyectos más ambiciosos, Werewolf: The Apocalypse - The Heart of Gaia, un juego basado en el juego de rol de mesa Werewolf: The Apocalypse de White Wolf. Este título iba a ser un juego de acción en tercera persona, pero nunca vio la luz debido al cierre de la empresa.

## Legado
Aunque ASC Games cerró, muchos de los juegos que publicó siguen siendo recordados por los entusiastas de los videojuegos retro. La empresa es reconocida por su contribución al mercado de los videojuegos en la década de 1990 y por haber participado en la publicación de títulos que han dejado una marca en la historia de los videojuegos.

## Juegos Publicados
- Blast Chamber (1996)
- Ten Pin Alley (1996)
- Grand Theft Auto (1997)
- Perfect Weapon (1997)
- Space Station Silicon Valley (1998)
- TNN Motorsports Hardcore 4x4 (1996)